# Čokotin
Čokotin (cyr. Чокотин) – wieś w Serbii, w okręgu jablanickim, w gminie Medveđa. W 2011 roku liczyła 43 mieszkańców.